# Ministrowie ds. języka irlandzkiego
Minister ds. języka irlandzkiego – dawny urząd ministerialny Wolnego Państwa Irlandzkiego istniejący w latach 1920-1921. Jego zadaniem było promowanie w kraju używania języka irlandzkiego. Ministerstwo zostało rozwiązane po rozpoczęciu negocjacji z Wielką Brytanią. W 1956 powołano do życia analogiczne ministerstwo spraw językowych.

## Ministrowie ds. języka irlandzkiego
| Minister        | Czas urzędowania                   |
| --------------- | ---------------------------------- |
| Seán T. O’Kelly | 29 czerwca 1920 - 26 sierpnia 1921 |